# 염경중학교
염경중학교(鹽景中學校)는 대한민국 서울특별시 강서구 염창동에 있는 공립 중학교이다.

## 학교 연혁
- 2005년 12월 25일 : 학교 설립 인가
- 2006년 3월 1일 : 초대 주윤수 교장 취임
- 2006년 3월 2일 : 제1회 입학식(9개 학급 371명)
- 2008년 5월 20일 : 다목적강당 개관
- 2009년 2월 6일 : 제1회 졸업식(9개 학급 314명)
- 2015년 3월 1일 : 제4대 고화순 교장 취임
- 2021년 2월 5일 : 제13회 졸업식(8개 학급 210명)
- 2021년 3월 2일 : 제16회 입학식(8개 학급 198명)

## 참고 자료
- 염경중학교 - 한국교육학술정보원 학교알리미